# 脊髓性肌肉萎縮症
脊髓性肌肉萎縮症（英语：Spinal muscular atrophy，簡寫為SMA）是一类包括数种类型的遗传性神經疾病。它會造成运动神经元退化、肌肉萎縮，肌肉無力，最终因呼吸衰竭而死亡。该病尚未有治愈方法。

## 病因
该疾病是因运动神经元生存蛋白（缩写为SMN）的基因功能缺失突变，导致无法产生足够的SMN蛋白，这使得神經訊號的傳遞受到阻礙，造成肌肉的收縮失常。同时，SMN2基因也能产生少量SMN蛋白，故SMN2基因拷贝数与疾病的严重程度负相关。SMA的运动神经元变性始于妊娠18-24周。

## 类型
脊髓性肌萎缩症可以影响任何年龄段的人群，从新生儿到成年人都有可能患病，但在婴儿期出现的症状往往更为严重，依据默沙東診療手冊，该疾病大致分为五种类型：

### SMA-0型脊髓性肌肉萎缩症
疾病在出生前开始影响胎儿，出生后婴儿呈严重无力和肌张力缺乏。反射消失，关节活动受限。双侧面部麻痹。还存在心脏出生缺陷。控制呼吸的肌肉非常无力。婴儿通常在头几个月内死亡，因为他们不能充分呼吸，导致呼吸衰竭。

### SMA-1型脊髓性肌肉萎缩症
婴儿在出生时或出生数天内出现明显肌无力，至6月龄时症状相当明显。肌张力和反射减弱的患儿存在吸吮、吞咽及呼吸困难。95%患者在1岁半前死亡，所有患者在4岁前死亡，最常见死亡原因为呼吸衰竭。

### SMA-2型脊髓性肌肉萎缩症
通常在3-15个月时出现肌无力，不到四分之一儿童会坐。无儿童会爬或行走。反射缺失。肌无力，吞咽困难。多数患者在2～3岁时需要轮椅才能活动。这种疾病通常在早年致命，通常由呼吸系统疾病导致。但部分儿童幸存，并伴有非进展性永久性肌无力。这类儿童通常有严重的脊柱侧弯。

### SMA-3型脊髓性肌肉萎缩症
在15个月到19岁起病，进展缓慢。病患寿命较上述类型更长，有时可有正常寿命。肌无力和萎缩始于臀部和大腿，接下来蔓延到上肢、足部和手部。患者的寿命取决于呼吸问题是否发展。

### SMA-4型脊髓性肌肉萎缩症
这种类型的患者在成年期首次发病，通常在30至60岁之间，主要是臀部、大腿和肩部肌肉逐渐无力并萎缩。患者在50-60岁左右或需坐轮椅出行。

## 诊断
当幼儿出现无法解释的肌无力和肌肉萎缩时，医生通常会检查脊髓性肌肉萎缩症。该类疾病可遗传，家族史可帮助诊断。如有家族史，行羊膜穿刺术可以帮助确定胎儿是否有缺陷基因。在95%的受影响人群中，特定缺陷基因可以通过血液进行基因检测确诊。

## 治疗

### 反義寡核苷酸藥物治療
所謂反義寡核苷酸是經過化學方式修改過的短鏈單股DNA或RNA，「反義」是指DNA的雙股中非作為「模板」的那一股，而核苷酸則是組成DNA和RNA的基本單位。反義寡核苷酸可結合RNA，藉此改變特定基因的表現，以製造特定蛋白質，或抑制製造會致命的蛋白質。由於此症患者體內缺少SMN基因，但其實人體內還有一個功能類似但具有缺陷的SMN2基因，因此反義寡核苷酸可以用來與SMN2的mRNA結合，讓SMN2基因轉譯出穩定的SMN蛋白，以取代SMN基因的功能，改善症狀。目前已有诺西那生問世，並已有超過40個國家的8,400多位患者使用。

### 产前补药与利司扑兰
利司扑兰是罗氏公司开发的一种调控SMN2基因剪接的小分子口服药物，可提高脊髓性肌萎缩症患者的SMN蛋白水平、改善疾病表现。2025年2月，《新英格兰医学杂志》发表的一篇首例使用利司扑兰进行产前补药以治疗SMA的论文，该案例系FDA特批，论文表示，病患母亲在妊娠32周时开始连续6周每天服用利司扑兰，病患出生后的第8天开始每天服用利司扑兰至今，截至2025年2月，病患已出生并存活30个月，远超SMA-1患者的中位生存期，且病患目前没有表现出任何运动神经元疾病的迹象，但病患出现有双侧视神经发育不良伴轻度近视，左中脑发育不良致右侧轻偏瘫以及全面性发育迟缓的症状，研究团队表示，发育异常是因为治疗时已经出现了部分发育问题，与治疗药物无关。

## 延伸閱讀
- Parano, E; Pavone, L; Falsaperla, R; Trifiletti, R; Wang, C. . Annals of Neurology. Aug 1996, 40 (2): 247–51. PMID 8773609. doi:10.1002/ana.410400219.
- . FDA News Release. 2016-12-23  [2017-08-22]. （原始内容存档于2019-04-23）.

## 外部連結
- 美國國家神經疾病及中風研究院上有關SMA的資料
- 中的“脊髓性肌肉萎縮症”
- Standards of Care in Spinal Muscular Atrophy （页面存档备份，存于）
- 藥廠操弄實驗數據 （页面存档备份，存于）